# Моисеева, Ирина Алексеевна
Ирина Алексеевна Моисе́ева (урождённая Чагада́ева; 7 февраля 1925, Москва, СССР — 21 апреля 2021, Москва, Россия) — артистка народно-сценического танца, солистка (с 1941 года) и педагог Ансамбля народного танца имени Игоря Моисеева, заслуженная артистка РСФСР (1958), лауреат Сталинской премии I степени (1952) и Премии Правительства РФ (2014). Вдова хореографа, народного артиста СССР Игоря Моисеева (1906—2007).

## Биография
Родилась в Москве 7 февраля 1925 года в дворянской семье, была младшей из пятерых детей. Её отец, князь Алексей Дмитриевич Чагадаев-Саканский (впервые род Чагадаевых упомянут в грамоте 1524 года великого князя московского Василия III), был учредителем и вице-президентом Царскосельского автомобильно-спортивного общества, участвовал в Первой мировой войне, награждён орденом святого Георгия IV степени. После революции переехал из Петербурга в Москву, где работал инженером на автозаводе имени Сталина. Мать происходила из культурной мещанской семьи, владела пятью иностранными языками, работала в переводческом отделе Библиотеки имени Ленина. В 1937 году, с началом Большого террора, отец был арестован как «враг народа» и расстрелян на Бутовском полигоне (реабилитирован в 1962). Вскоре после этого Ирина потеряла и мать, пережившую мужа всего на несколько месяцев.
Ирина училась в балетной школе Большого театра, после выпуска в 1941 году была принята в Государственный ансамбль народного танца, стала его солисткой. Окончив артистическую карьеру, начала работать в качестве педагога—репетитора. В 1974 году вышла замуж за основателя и художественного руководителя ансамбля Игоря Моисеева, работала его ассистентом; после его смерти в 2007 году стала председателем творческой коллегии ансамбля.
В 2015 году в Москве прошёл концерт Ансамбля в честь юбилея Ирины Алексеевны.
Ирина Моисеева скончалась 21 апреля 2021 года в Москве на 97-м году жизни. Прощание состоялось 24 апреля в Большом ритуальном зале Центральной клинической больницы. Прах захоронен рядом с могилой Игоря Моисеева на Новодевичьем кладбище.

### Семья

Ирина Моисеева-Конева

- В первом браке была замужем за Гелием Коневым[10], сыном Маршала Советского Союза И. С. Конева. Её дочь от этого брака, Елена Гелиевна Конева — переводчик и искусствовед, работала в Министерстве культуры СССР и с Ансамблем имени Игоря Моисеева в качестве менеджера.
- Во втором браке (1974—2007) была супругой народного артиста СССР Игоря Моисеева[11] — хореографа, создателя жанра народно-сценического танца, организатора и руководителя ансамбля, носящего его имя.

## Творчество

### Репертуар
Солировала в постановках Ансамбля Моисеева:
- «Подмосковная лирика»
- Из цикла «Картинки прошлого» — «Воскресенье» и «Городская кадриль»
- «Полянка»
- «Вензеля»
- «Бульба»
- «Юрочка»
- «Лявониха»
- «Веснянки»
- «Пахта»
- «Танец казанских татар»
- «Полонез»
- «Оберег»
- Девичий танец с бутылками на голове
- Танец с лентами
- «Сицилийская тарантелла»
- Цикл «Советские картинки» — «Колхозная улица»
- «Дорога к танцу»

## Признание и награды
- 1952 — Сталинская премия I степени (в составе группы артистов Государственного ансамбля народного танца под руководством И. А. Моисеева)
- 1958 — заслуженная артистка РСФСР
- 2007 — орден Почёта
- 2012 — Почётная грамота Президента Российской Федерации — за большой вклад в развитие отечественного хореографического искусства и многолетнюю творческую деятельность[12]
- 2014 — Премия Правительства Российской Федерации в области культуры.